# Ocyropsis pteroessa
Ocyropsis pteroessa är en kammanetart som beskrevs av Bigelow 1904. Ocyropsis pteroessa ingår i släktet Ocyropsis och familjen Ocyropsidae. Inga underarter finns listade i Catalogue of Life.